# セデック族
セデック族（セデックぞく、賽德克族）は、台湾先住民の一つ。台湾の中部、南投県と花蓮県の境界にまたがって居住している。
日本統治時代ではタイヤル族の支族とされていた。
その分類は、戦後も引き継がれたが、2008年4月23日に中華民国政府より独自の民族としての認可を受け、台湾における14番目の原住民とされた。現在の人口は、推定で5〜6千人とされている。日本統治時代ではセデック族を「紗績族」と表記することがある。また、文献により「セイダッカ」と書かれることもある。セデック(Seediq)とは、セデック語で「人間」の意味。日本統治時代の最大の抗日蜂起事件として知られる霧社事件は、セデック族によるものである。
17世紀に現在の南投県より花蓮県に移住したセデック族たちの末裔たちは、現在はタロコ族と呼ばれている。タロコ族は、同じ分かれ目であるセデック族と風習や言語などが近く、本体のセデック族と同じくタイヤル族に分類されていたが、運動の結果、2004年、独自の民族として認定された。
民族学者や言語学者においては、タロコ族をセデックの一支族に含める考えもあるが、現在、台湾では別民族として扱われている。

## 教育
教育や経済などで社会的に弱い立場にある事の多い原住民族には、少数民族としての文化や暮らしを維持するための一定の権利が認められているほか、各種の補助があり、大学入試や就業などでも特定の枠が適用されることがある。以前は原住民族の権利や文化保護がほとんど考慮されていなかったため、こうした措置は台湾の多様性の尊重や社会的弱者の保護という意味で大きな前進とされている。

## 著名人
- モーナ・ルダオ - セデック族マヘボ社の頭目
- 馬志翔 - 台湾の俳優で、映画『KANO 1931海の向こうの甲子園』の映画監督
- ダキス・パワン（Dakis Pawan／漢名：郭正明）- 霧社事件をはじめとするセデック族の歴史を研究し、著作も数多く発刊されている。セデック語の講師も務めた。
- ヨク・ワリス（Yoku Walis／幽谷瓦歴思） - 歌手。ほぼ全曲セデック語で歌ったアルバム『消失的幽谷（Vanished Valley）を2019年に発表。